# Церковь Казанской иконы Божией Матери (Чамерово)
Церковь Казанской иконы Божией Матери в деревне Чамерово — православная церковь в деревне Чамерово (Чамерево) Весьегонского района Тверской области России. Церковь была построена в 1873 году, однако архитектурный комплекс полностью сложился только к 1905 году. Храм имеет три престола: в верхнем этаже — престол Казанской иконы Божией Матери (главный) и Преображения Господня, в нижнем — Обновления храма Воскресения Христова в Иерусалиме.

## История
В XVIII веке в селе Чамерово было две деревянных церкви: Казанская с приделом Николая Чудотворца, построенная в 1712 г., а также Воскресенская. В конце 1790-х — 1810-е гг. вместо них сооружена кирпичная Казанская церковь с приделами Николая Чудотворца и Воскресения. Однако к середине XIX века в стене алтаря образовалась трещина, что, вероятно, послужило причиной строительства в 1870-х гг. вместо прежней ныне существующей двухэтажной церкви Казанской иконы Божией Матери. Сооруженная на средства прихожан, она была вчерне завершена в 1873 г., а освящена в 1879 г. Первоначально в западном притворе, у южной стены, размещалась деревянная лестница, ведущая на второй этаж. История строительства храма продолжилась в конце XIX — начале XX века. В 1893 г. по проекту епархиального архитектора В. И. Кузьмина (утвержденному в январе 1889 г.) к западу от церкви была построена колокольня. Переход с лестницей между храмом и колокольней возведен в 1904—1905 гг. по проекту 1901 г., составленному тверским губернским архитектором В. И. Назариным. Вместе со строительством колокольни взамен наружной деревянной лестницы, связывавшей этажи, была сооружена внутренняя. На этом формирование объемно-пространственной композиции церкви завершилось; к началу XX века из центрированной она превратилась в продольно-осевую.

## Особенности архитектуры

### Основной объем
Крупная двухэтажная церковь — редкий для сельских приходов пример — расположена на кладбище, на высоком левом берегу реки Сыроверка, являясь главной доминантой в панораме села. Цоколь храма сложен из гранита, кирпичные стены оштукатурены и побелены.

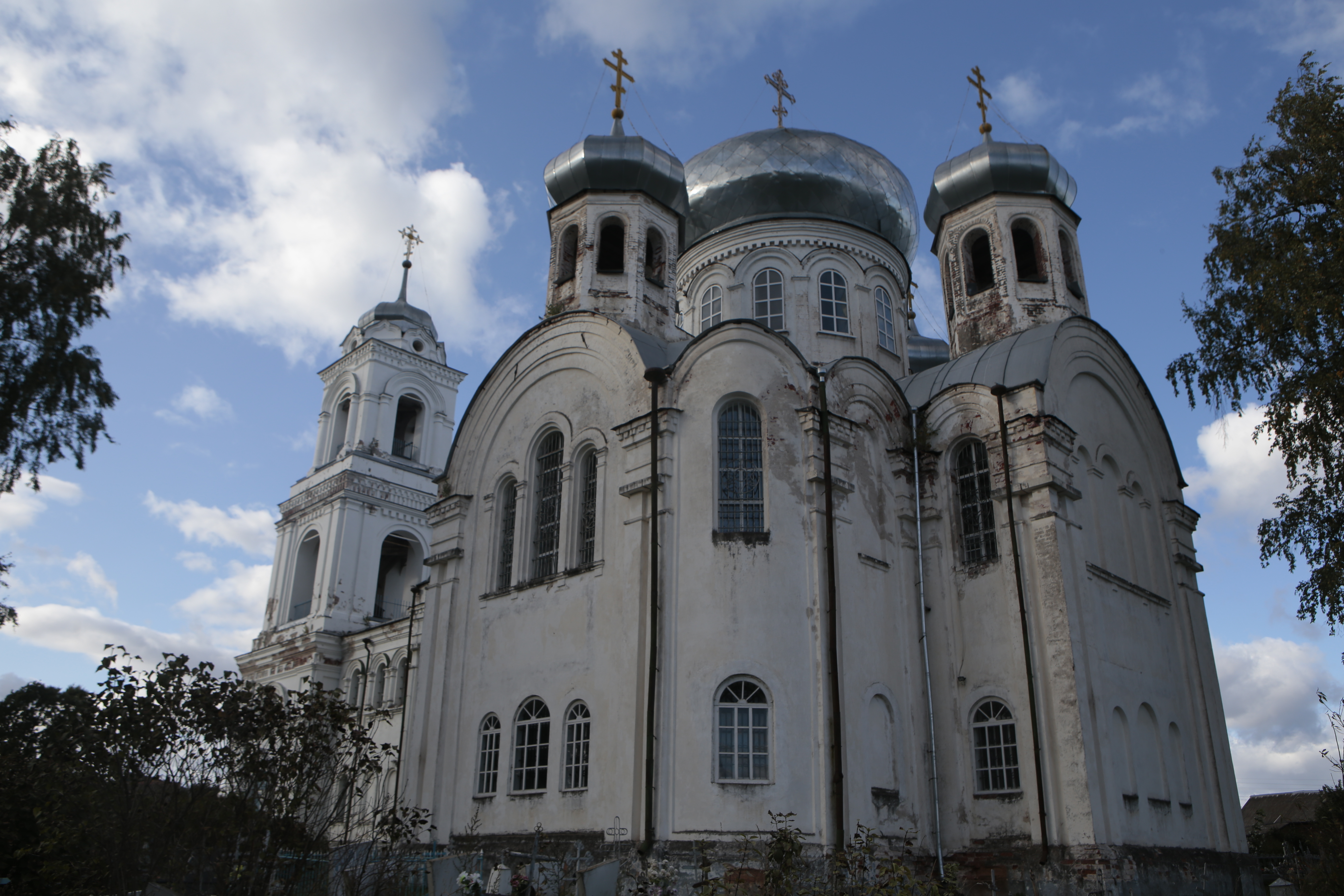
Церковь Казанской иконы Божией Матери в Чамерове. Вид на юго-восточный угол

С одной стороны, Казанская церковь связана с влиянием русско-византийского стиля, для которого очень важна апелляция к образам национального архитектурного прошлого. Общее композиционное решение крупного пятиглавого, четырехстолпного, крестово-купольного объема с пропорциями, близкими к кубическим, говорит об опоре этого памятника на образцы допетровского зодчества, прежде всего, на московские соборы второй половины XV — начала XVI вв., которые, в свою очередь, отсылают к более ранним прототипам архитектуры Владимиро-Суздальских земель. Однако индивидуальные особенности в трактовке объемно-пространственной композиции в сочетании с некоторыми деталями оформления Казанской церкви свидетельствуют о творческом переосмыслении возможных архитектурных образцов и не позволяют рассматривать это сооружение только в рамках одного архитектурного стиля.

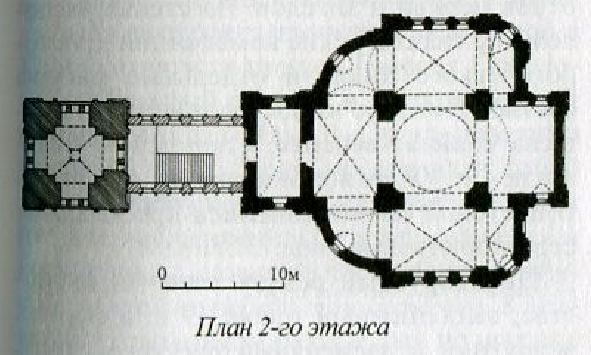
Церковь Казанской иконы Божией Матери в Чамерове. План

Прежде всего, своеобразием отличается композиция массивного четверика: все его углы сильно скруглены, причем, восточные боковые компартименты уменьшены по сравнению с западными, что делает основной объем храма асимметричным относительно поперечной оси. Поэтому классицистическая регулярность и симметричность, свойственная постройкам русско-византийского стиля, здесь отступает на второй план. Скругленным углам Казанского храма вторят абрисы полуциркульных закомар, завершающих четверик. По сторонам этого закругленного объема наподобие ризалитов выступают прямоугольный западный притвор и отвечающая ему прямоугольная апсида, которая по высоте почти равна основной части храма. Хотя типология четверика со скругленными углами была широко распространена в храмовом зодчестве, начиная с XVIII в. (подтверждением тому могут служить церковь Рождества Иоанна Предтечи в Садках (1741), церковь Рождества Богородицы в Тарычёве (1760—1765), церковь Кира и Иоанна на Солянке (1765—1768), церковь Покрова Богородицы в Омофорове (1769) и др.), нюансы данного композиционного решения, возникшие в Казанской церкви, не имеют прямых аналогий в русской архитектуре.

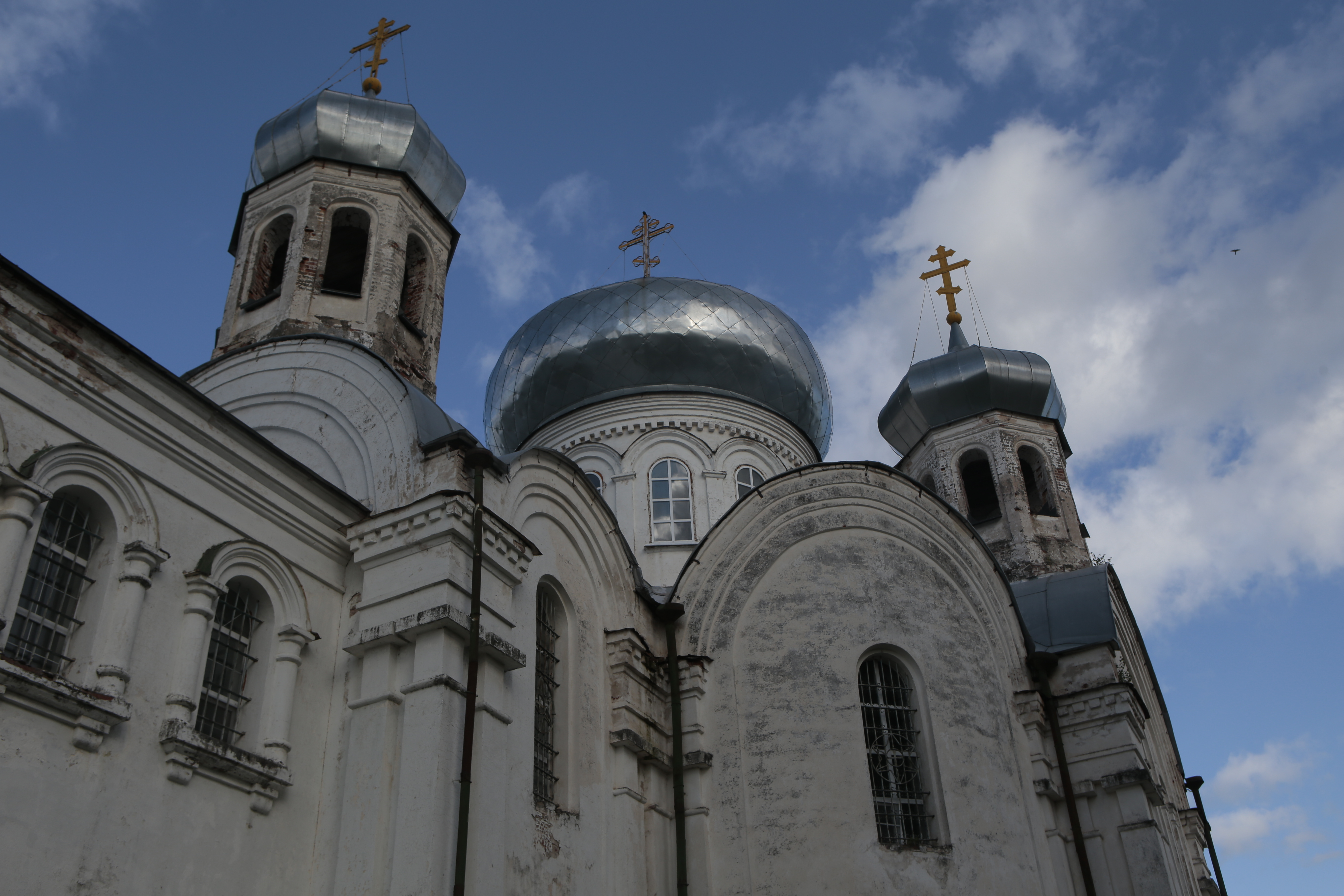
Церковь Казанской иконы Божией Матери в Чамерове. Скругленный угол четверика

Кроме того, важно обратить внимание на венчающую часть Казанского храма. Мощная центральная луковичная глава на цилиндрическом барабане уравновешивается значительно меньшими боковыми, легкость которым придают сквозные арочные проемы восьмигранных барабанов. При этом пятиглавие Казанского храма ориентировано крестообразно, так как декоративные (не световые) малые главы расположены не по углам четверика, а по сторонам света, над рукавами креста (а восточная глава — над апсидой). Такая постановка малых глав обычно не свойственна русским церквям, но встречается в архитектуре конца XVII в., например, в церкви Покрова Богородицы в Филях (1690—1694), Спаса Нерукотворного в Уборах (1690—1697) или же в Большом соборе Донского монастыря (1698). Однако в этих случаях крестообразная постановка пятиглавия обуславливалась симметричной крестообразной планировкой самих церквей. Казанский храм в Чамерове имеет другую планировочную структуру, восходящую к более привычной для допетровского зодчества (а также для построек русско-византийского стиля) форме четверика; тем более необычным в данном случае выглядит соотношение основного объема с композицией венчающей части.
Несмотря на вполне традиционный внешний облик, несимметричные по отношению друг к другу, скругленные угловые части в сочетании с позакомарным покрытием и крестообразно ориентированным пятиглавием делают объемно-пространственную композицию Казанской церкви уникальной не только для своего времени и конкретного стиля, но и для всей русской архитектуры.
Наконец, особый интерес представляет рисунок оконных проемов Казанской церкви. Фасады постройки прорезаны двумя рядами арочных окон, которые в центральных пряслах сгруппированы по три, с более крупным посередине. Этот мотив повторяет композицию трехчастных «византийских» окон, типичную для византийской архитектуры и для следующих ее образцам памятников собственно византийского стиля византийского стиля на территории Российской империи. К примеру, аналогичная композиция расположения окон наблюдается во Владимирском соборе в Киеве (1862—1882).
Массивность архитектурных форм Казанского храма отчасти смягчается благодаря его скромному декоративному убранству. Углы и изломы объема отмечены сдвоенными пилястрами, которые придают крупному четверику более изящную оправу. Они, в свою очередь, служат опорой для профилированных архивольтов, очерчивающих закомары. Тройные «византийские» окна в верхнем ярусе обрамлены наличниками с плоскими архивольтами, опирающимися на пилястры; остальные оконные проемы лишены декора. Центральный световой барабан церкви также украшен пилястрами с опирающимися на них архивольтами, которые увенчивают узкие арочные окна. Над ними располагается фриз из сухариков.

### Колокольня

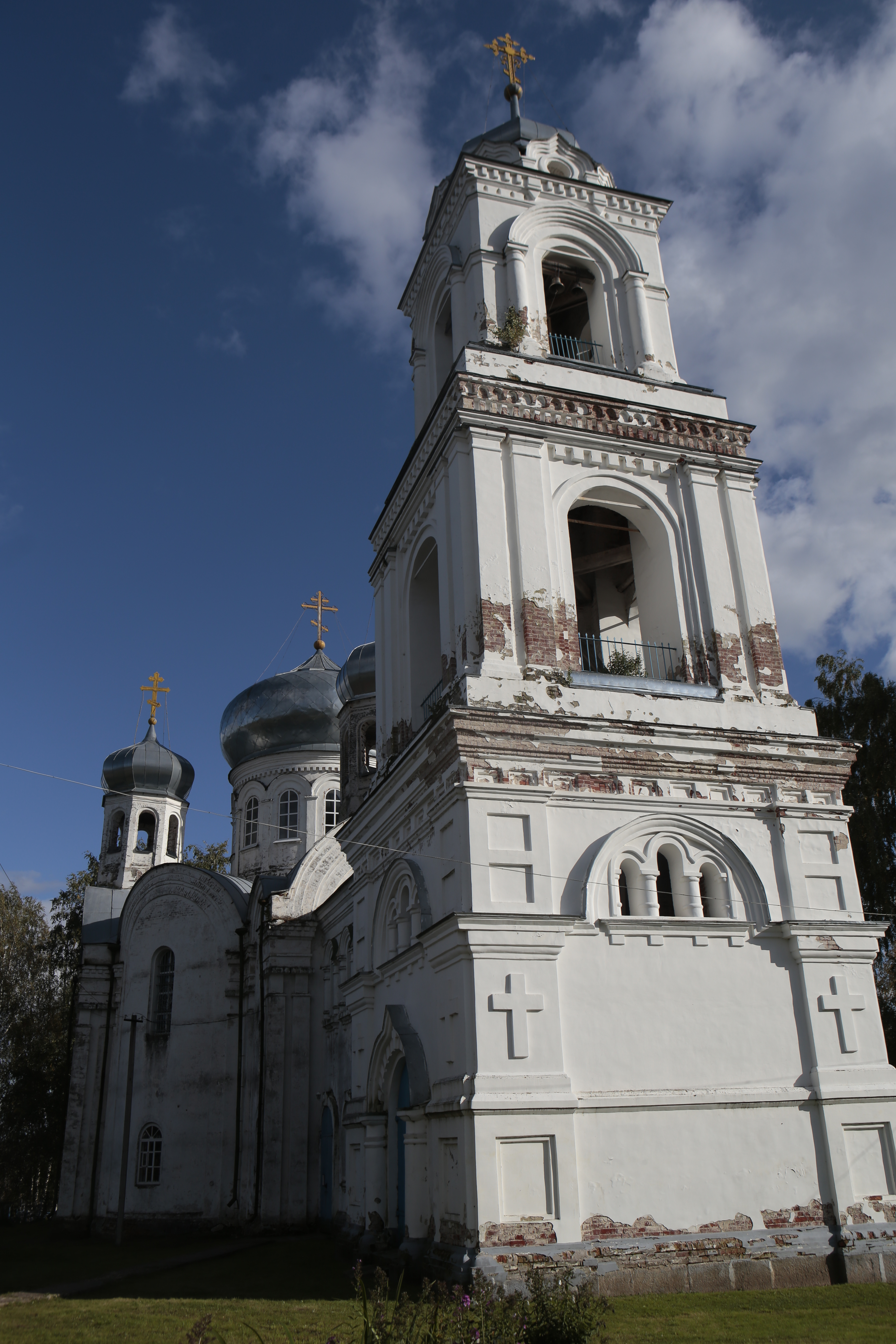
Колокольня церкви Казанской иконы Божией матери в Чамерове

Четверики трехъярусной колокольни, уменьшающиеся по высоте, в двух верхних ярусах прорезаны арками звона и завершены пучинистой главой с восьмигранным резонатором в основании. В декоративном оформлении колокольни, более богатом и разнообразном, чем фасадное убранство самого храма, черты позднего классицизма сочетаются с элементами русского стиля. Нижний ярус декорирован ширинками, филёнками и накладными крестами; два верхних украшены пилястрами, полуколоннами, профилированными архивольтами и дентикульными фризами под карнизом; композиция увенчивается «короной» из килевидных кокошников.

### Галерея
Храм связан с колокольней двухэтажным переходом-галереей, которая прорезана двумя рядами арочных окон и перекрыта плоским сводом. Декоративное убранство ее фасадов нельзя назвать стилистически однородным из-за сочетания различных по форме и пластике наличников. Окна первого этажа заключены в «барочные» рамочные наличники с замками, в духе тоновских проектов; оконные проемы второго этажа обрамлены утяжеленными наличниками с профилированными архивольтами, опирающимися на полуколонны.

### Интерьер

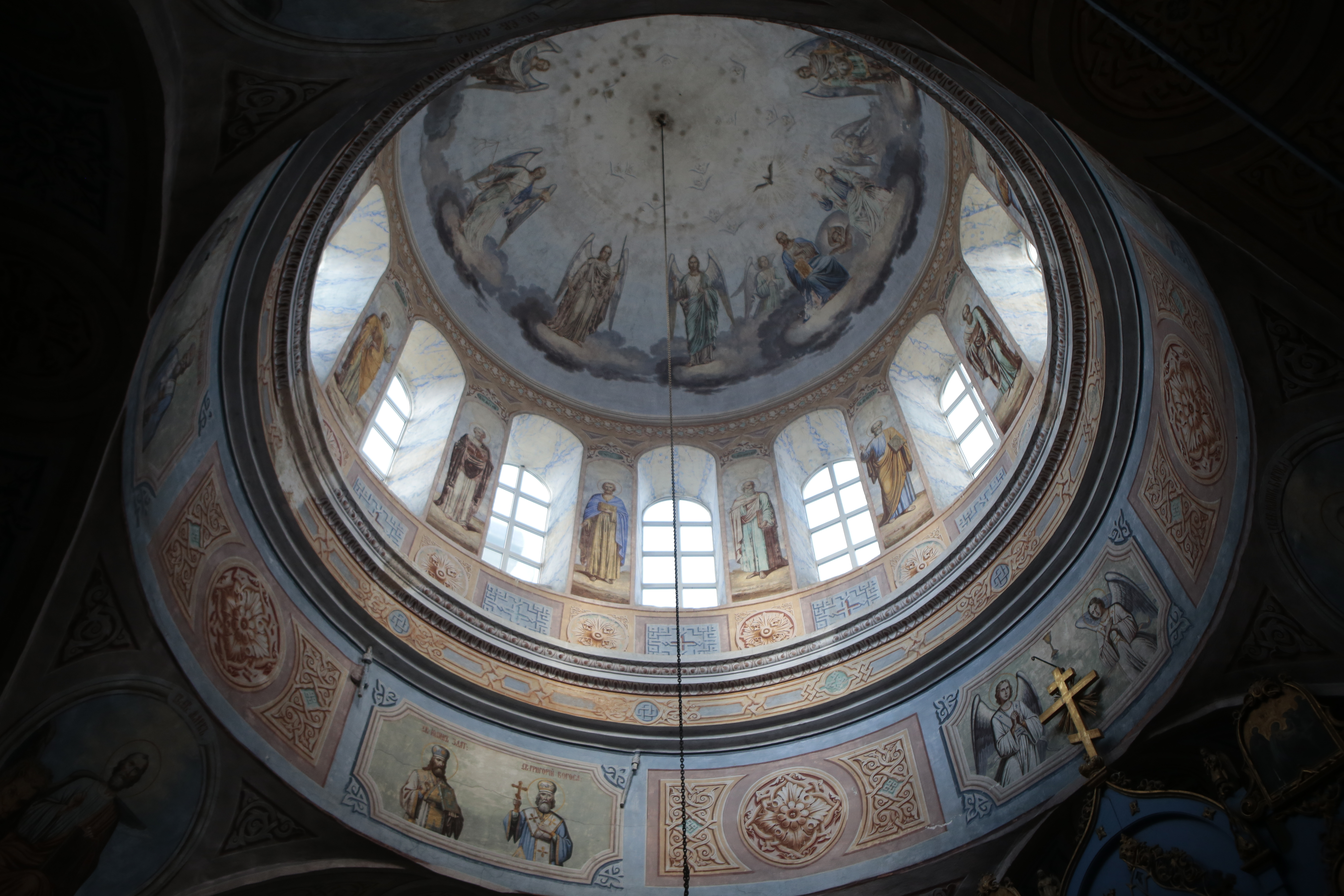
Церковь Казанской иконы Божией Матери в Чамерове. Купол

Двухэтажное внутреннее пространство храма организовано подпружными арками, которые опираются на четыре мощных столба. В нижнем этаже рукава креста перекрыты коробовыми сводами с распалубками, средняя часть — парусными сводами. В верхней, летней церкви рукава креста перекрыты крестовыми сводами; барабан купола опирается на паруса. Западные угловые ячейки храма перекрыты диагональными коробовыми сводами, восточные — более сложными лотковыми. Алтарь и притвор завершаются коробовыми сводами.

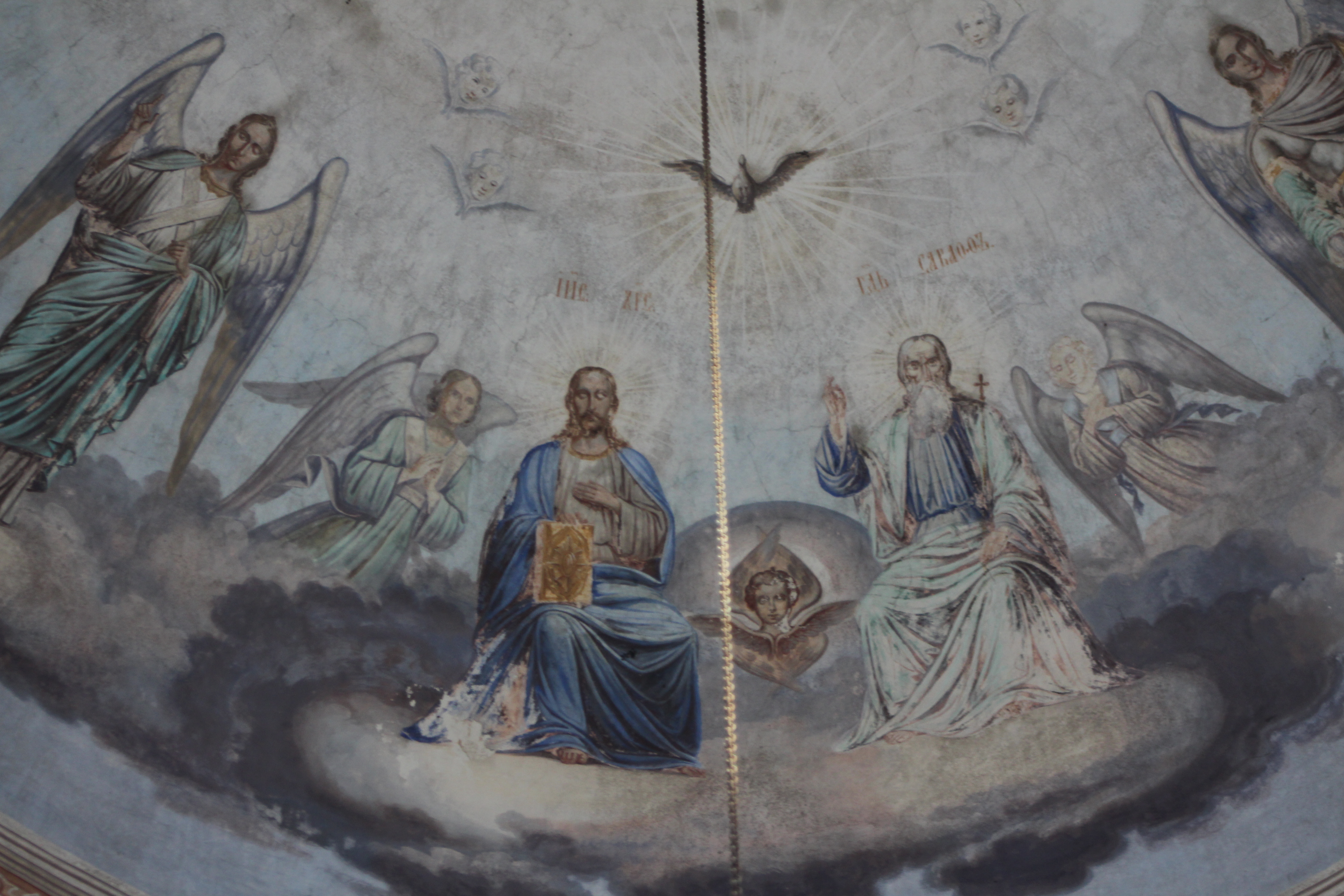
Новозаветная Троица

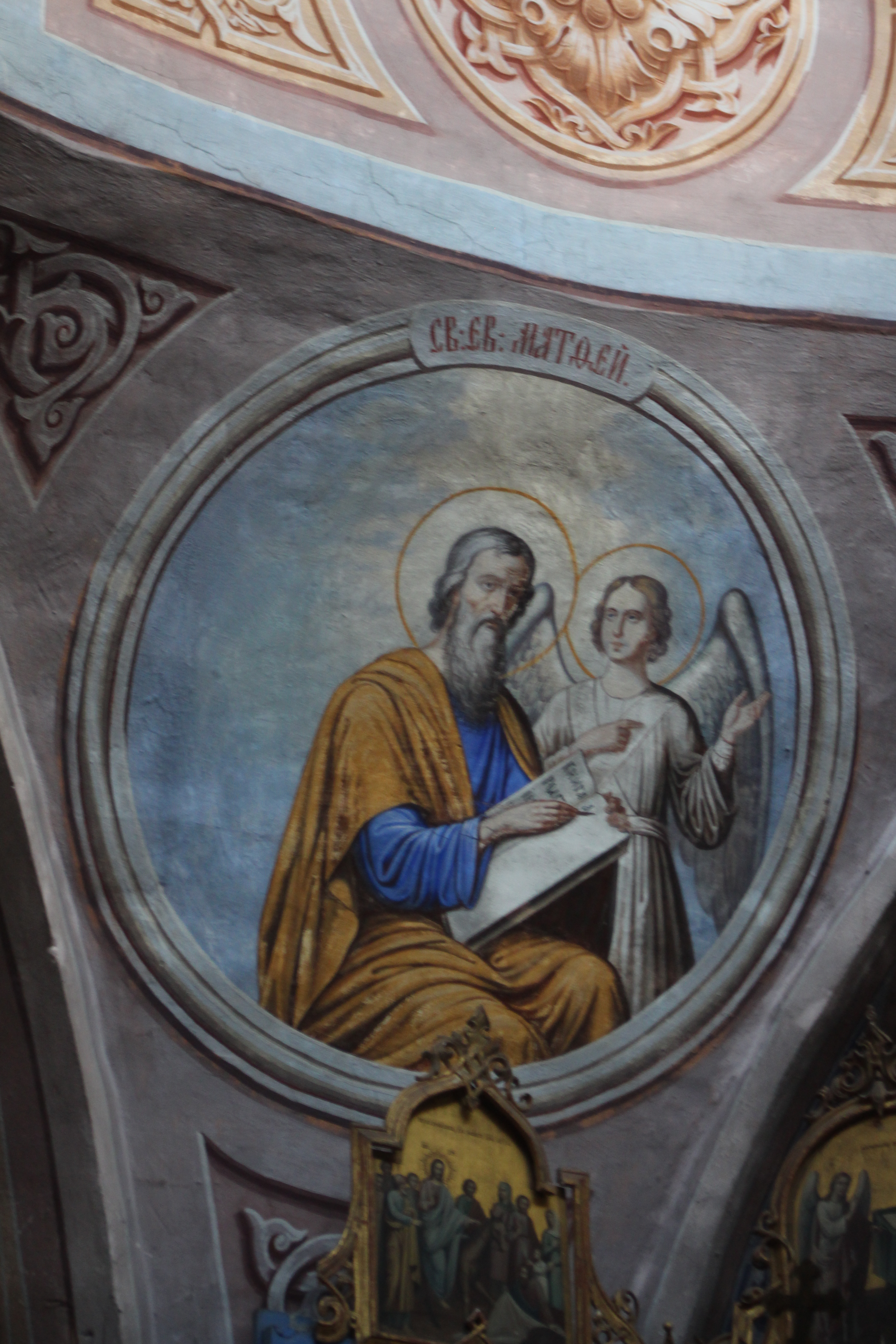
Евангелист Матфей

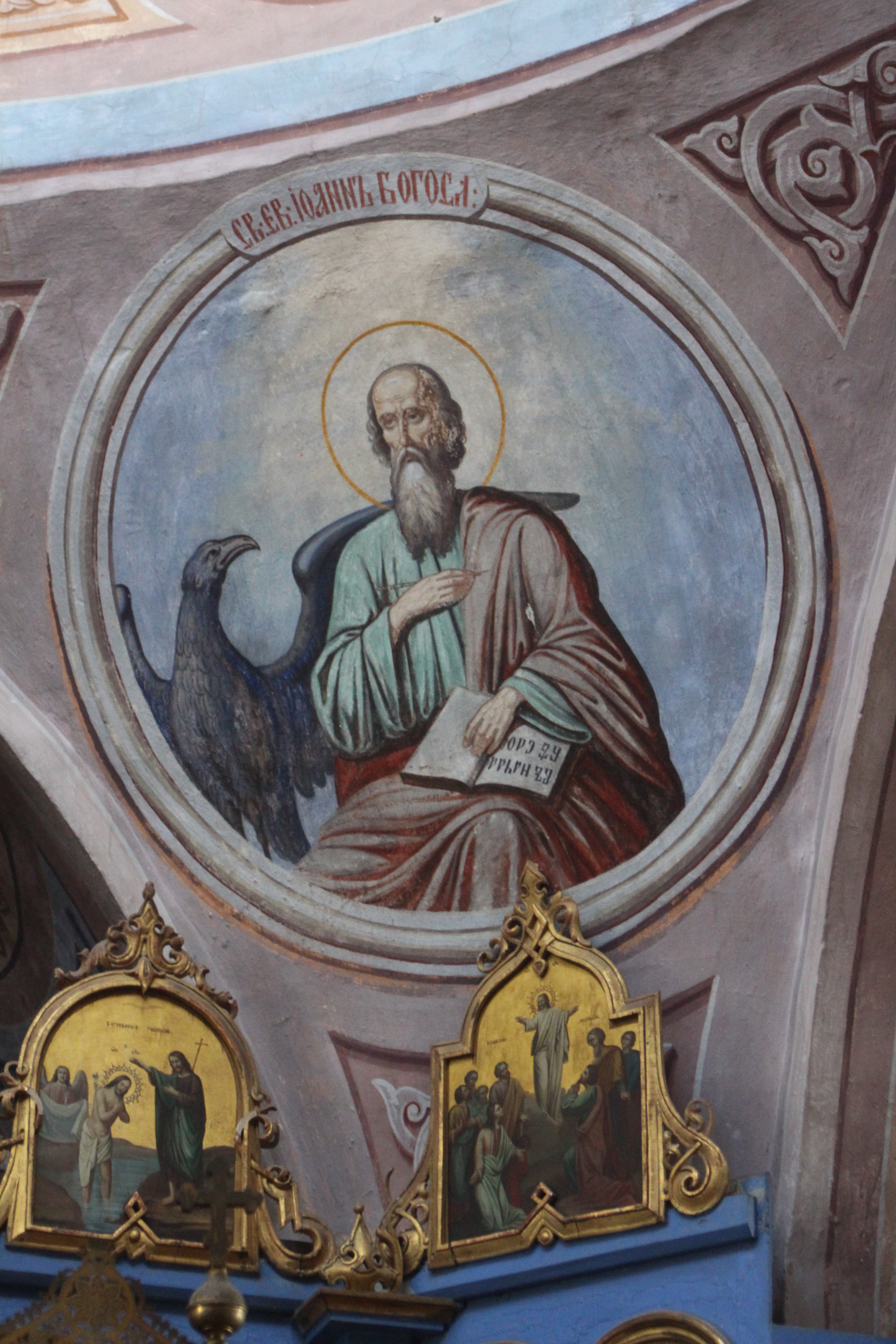
Евангелист Иоанн

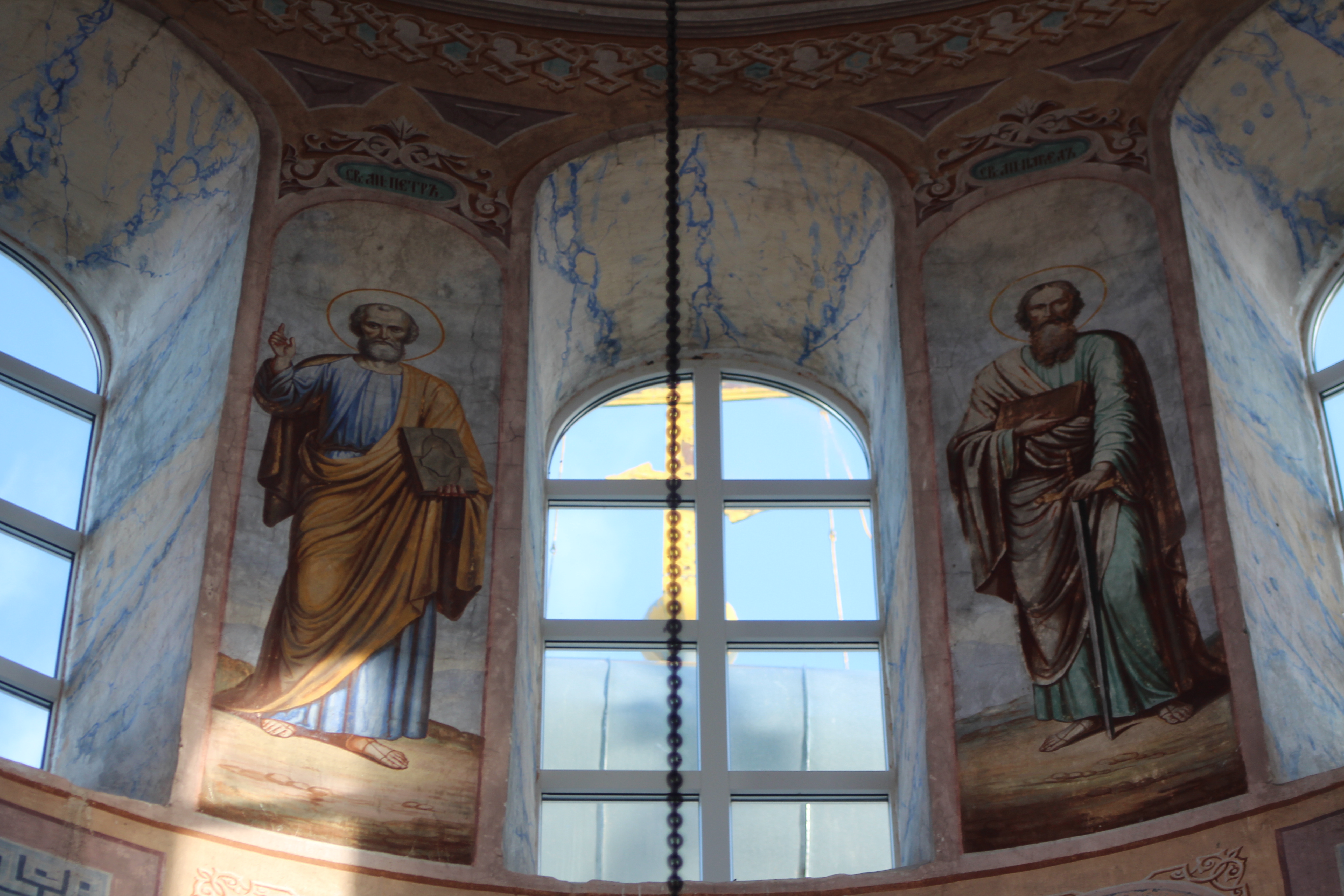
Фигуры апостолов

Интерьеры Казанской церкви примечательны тем, что в верхнем этаже полностью сохранился ансамбль росписей, выполненных маслом, предположительно, в 1896 г. Однако несмотря на столь позднюю дату создания, стилистика росписей наследует традициям позднего академизма. Колорит росписей строится на сочетании темно-синих и серо-коричневых оттенков. Большая часть поверхности стен и сводов покрыта орнаментом-плетенкой и архитектурно-живописным декором трафаретного рисунка. Представленный здесь набор сюжетов и система их расположения традиционны для крестово-купольного храма: «Новозаветная Троица» в куполе, апостолы в простенках между окнами барабана, ниже поясные изображения Отцов Церкви и ангелов, евангелисты в парусах. В алтаре на восточной стене помещена «Тайная вечеря», под ней «Распятие» и «Жертвоприношение Исаака». На стенах расположены отдельные фигуры святых, а также евангельские композиции христологического цикла.
Также в церкви сохранился двухъярусный резной иконостас, который был выполнен в конце XIX века в формах историзма с элементами русского стиля. Иконостас имеет выступающие вперед фланги, которые закрывают столбы и следуют их форме. Иконы с полукруглым верхом (во втором ярусе в виде сдвоенной арки) разделяются колонками с перехватами и капителями, напоминающими коринфские. Неполный антаблемент между ярусами состоит из гладкого фриза и профилированного карниза с сухариками. В сквозной резьбе царских врат и в накладной резьбе цоколя и пазух арок в первом ярусе использован растительный орнамент. Иконостас завершается килевидной аркой с короной и крестом, по сторонам которой поставлены резные фигурки ангелов. В том же стиле выдержаны небольшие двухъярусные иконостасы приделов.